# Passo Gardena
Passo Gardena (ladinsky Ju de Frara, německy Grödner Joch) je 2121 m vysoký horský průsmyk v jihotyrolských Dolomitech. Spojuje údolí Val Gardena s údolím Val Badia a městečka Selva a Corvara.

## Poloha
Passo gardena je horské sedlo mezi masivem Sella na jihu a Cirspitzen, které tvoří vstupní bránu do přírodního parku Puez-Geisler na severu. Na západě je "impozantní" pohled na 3181 m vysoký Sassolungo s charakteristickou protáhlou jižní stěnou, která dala masivu jméno; na východě se otevírá výhled na vrcholy údolí Val Badia (Sassongher, horská skupina Fanes s horou Heiligkreuzkofel, Piz Cunturines a Piz Lavarela) a ještě východněji na vrcholy Tofana.

## Historie

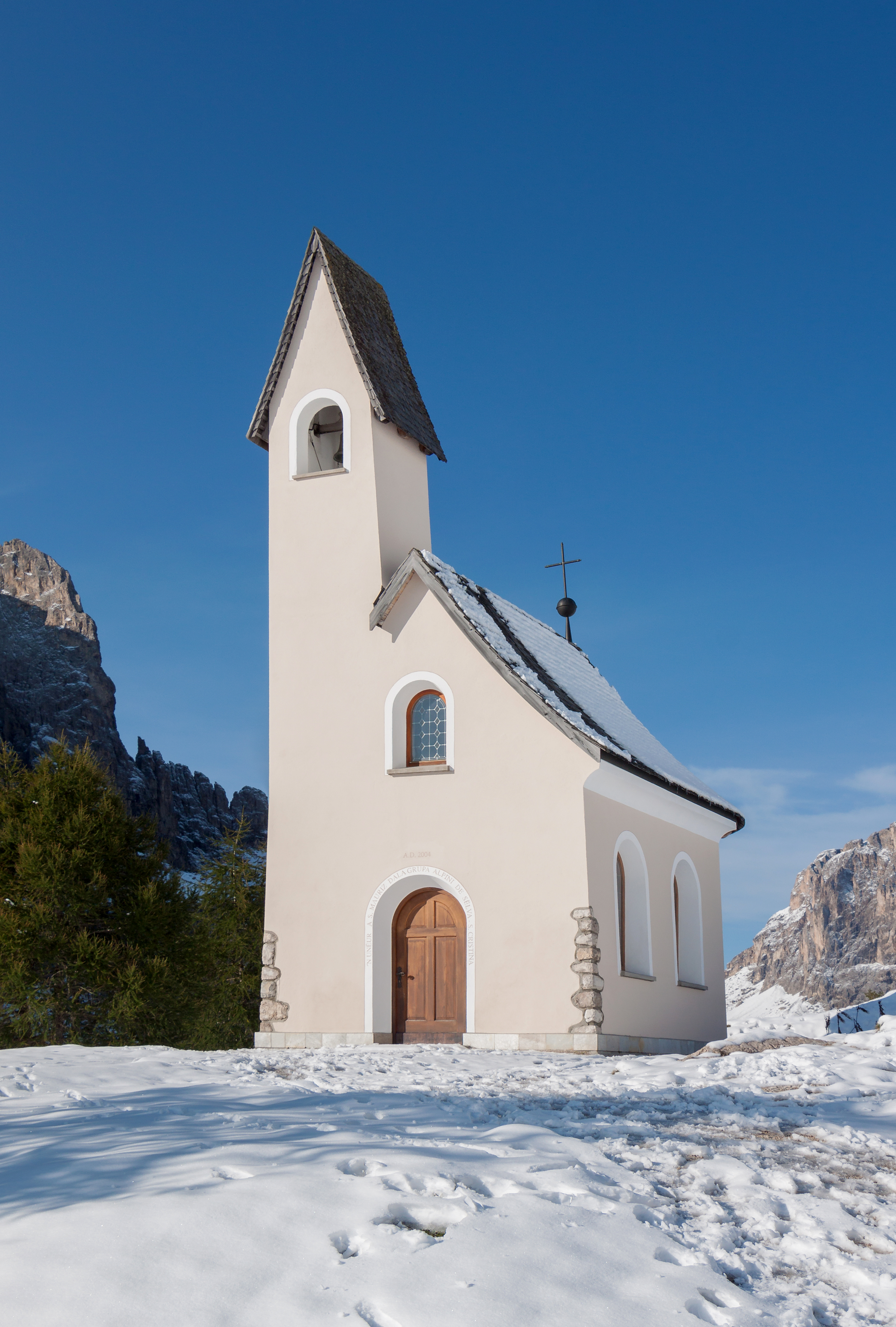
Capela de San Mauriz postavená v roce 2004

Nálezy z doby kamenné - zuhelnatělé zbytky dřeva, zvířecí kosti a křemenné nástroje - patří k nejstarším v oblasti Sella. Mezolitický sídlištní horizont byl identifikován kousek pod vrcholem sedla v Abri Plan de Frea. O osídlení je však známo stejně málo jako o využití průsmyku ve starověku, středověku a raném novověku. Alpské louky na Plan de Frea ("planum") i samotné sedlo ("jugum eiusdem montis") jsou však výslovně zmíněny v tradičním zápise vrchnostenské diecéze Freising z poslední čtvrtiny 11. století.
V počátcích turistiky v Dolomitech se Passo Gardena téměř nevyskytovalo, protože tam ještě nevedla sjízdná silnice. V letech 1895/96 se Franz Moroder, starosta obce Ortisei, zasadil o vybudování prvního hospice v průsmyku Passo Gardena, který postavila bolzanská sekce Německého a rakouského alpského klubu.
Silnice byla vybudována až za první světové války v roce 1915 za účelem zásobování válečné fronty. Německo-rakouská fronta se nacházela u městečka Arabba v údolí Buchenstein (obranné postavení Col di Lana) a spojovací trasa vedla z Bolzana přes údplí Val Gardenu po úzkokolejné železnici do Planu (překladiště). Odtud trasa pokračovala lanovkou přes průsmyk Passo Gardena do městečka Corvara a dále přes průsmyk Campolongopass nebo alternativně přes průsmyk Passo Sella a průsmyk Passo Pordoi na frontu.
Dne 5. května 1920 se v průsmyku Gardena sešli zástupci pěti ladinských tyrolských údolí, kteří protestovali proti odepření práva na sebeurčení a požadovali uznání jako samostatné etnické skupiny.
Passo Gardena získal turistický význam až v polovině 20. století. Asfaltová silnice vedle staré Jochfahrweg existuje teprve od roku 1960 a na obou stranách průsmyku byla vybudována rozvětvená síť turistických stezek, sjezdovek a lyžařských vleků. Vedle historického hospice byly vybudovány další ubytovací kapacity a obchody.
Turistická infrastruktura / Sport
Společně s průsmyky Sella, Pordoi a Campolongo tvoří průsmyk Gardena okruh Sella Ronda pro cyklisty; v zimě lze tento okruh absolvovat na lyžích v kombinaci vleků a sjezdovek.
Turistické stezky vedou z kopce do Corvary i do Selva Gardeny buď přes Plan de Frea, nebo údolím Dantercepies pod lanovkou. Na těchto svazích se v zimě lyžuje.
Do Selly vede dolomitská vysokohorská stezka č. 2, která je zčásti koncipována jako via ferrata. Hojně navštěvovanou trasou pro zkušené horolezce je via ferrata Pisciadù (Via ferrata Brigata Tridentina) s visutým mostem u Exnerturme (obtížnost ferraty: C).
Přes Cirspitzen pokračuje Dolomitská vysokohorská stezka č. 2 po severní straně Passo Gardena a vede na náhorní plošinu Crespëina s jezerem Lech de Crespëina a dále do skupiny Puez.